# Henry Brooke
Henry Brooke (Irlanda, 1703 – Dublino, 10 ottobre 1783) è stato uno scrittore irlandese. Viene ricordato come un esponente del romanticismo e del sentimentalismo.

## Biografia
Henry Brooke è nato in Irlanda, figlio di un pastore, ha studiato giurisprudenza al Trinity College di Dublino, ma ha rinunciato alla carriera da avvocato per dedicarsi alla letteratura.
Brooke ha iniziato la sua carriera come poeta. La sua opera Universal Beauty, ora dimenticata, fu pubblicata nel 1735 e Alexander Pope elogiò i suoi sentimenti e la sua poesia. È poi diventato drammaturgo adattando opere esistenti, come The Earl of Essex (1761). Scrisse dal punto di vista conservatore e divenne una delle figure più importanti del dramma augusteo. Il suo Gustavus Vasa (1739) ha la particolarità di essere la prima opera teatrale vietata dal Licensing Act del 1737. L'opera riguardava la liberazione della Svezia dalla Danimarca nel 1521 da parte del re Gustavo I di Svezia (allora reggente). Robert Walpole credeva che il cattivo della commedia gli somigliasse. Il fatto è stato anche commentato da Samuel Johnson nel suo A Complete Vindication of the Licensers of the English Stage.
Brooke ha vissuto in Irlanda per la maggior parte della sua vita, ma ha trascorso del tempo a Londra quando le sue opere teatrali erano sul palco. In politica, è stato alquanto radicale nel sostenere pubblicamente l'allentamento delle leggi che perseguitano i cattolici romani nel Regno Unito. Sua figlia Charlotte Brooke è stata una figura importante nella storia della letteratura irlandese, pubblicando Reliques of Irish Poetry (1789) e lavorando per aumentare il profilo della poesia in lingua irlandese. Più tardi, l'opera di Henry Brooke The Earl of Essex fu rimesso in scena, opera apprezzata da Samuel Johnson, il quale tuttavia criticò l'abuso da parte dell'autore della parola "libertà".
Brooke ha avuto una vita difficile a causa delle difficoltà economiche. Il Licensing Act lo ha derubato della sua strada principale per guadagnarsi da vivere, perché, dopo l'Atto, è stato il primo uomo a patirne le conseguenze. I suoi maggiori successi commerciali furono The Earl of Essex e i suoi due romanzi, The Fool of Quality (1760-1772) e Juliet Grenville (1774), che sono due dei migliori romanzi sentimentali.
The Fool of Quality è il primo romanzo pedagogico inglese ed è basato sul modello dell'Emilio o dell'educazione di Rousseau. Il romanzo è stato ripubblicato in forma abbreviata nel 1781 col titolo Henry, Earl of Moreland. John Wesley amava così tanto The Fool of Quality, in cui Brooke dichiara di credere nella salvezza universale, che cercò di farne distribuire una copia a tutte le nuove chiese metodiste.
Durante la sua vita, Henry Brooke ebbe ventidue figli, ma solo Charlotte è sopravvissuta all'adolescenza, ed è stata Charlotte a curare la pubblicazione delle opere dopo la sua morte.

## Opere

### Poesia
- Universal Beauty (1735)

### Opere teatrali
- Gustavus Vasa (1739)
- The Earl of Essex (1761)

### Romanzi
- The Fool of Quality (1760-1772)
  - Henry, Earl of Moreland (1781)[2]
- Juliet Grenville (1774)

### Traduzioni
- I e il II libro della Gerusalemme liberata (1738)[2]